# CIE図書館
CIE図書館（シーアイイーとしょかん、英語: SCAP CIE Information Center, SCAP CI&E Information Center Library）は、第二次世界大戦後に連合国軍総司令部 (GHQ/SCAP) の民間情報教育局 (CIE) が日本各地に設置した図書館である。

## 概要
戦後日本において連合国軍総司令部 (GHQ/SCAP) の民間情報教育局 (CIE) が、札幌、函館、仙台、秋田、東京（日比谷および新宿）、横浜、新潟、金沢、長野、静岡、名古屋、京都、大阪、神戸、岡山、広島、高松、松山、小倉（現北九州）、福岡、長崎、熊本の23か所に設置した米国式の図書館であり、日本国民の民主化や米国への理解、そして日本の公共図書館の近代化を進める役割を果たした。連合国軍による占領の終焉によってうち13館がアメリカ文化センター (ACC) へ移行したが、残りは廃止され、その蔵書は公共図書館に統合・寄贈された（徳島や熊本では市立図書館の前身となった）。

## 名称
正式な英語での名称は、1948年（昭和23年）8月以降“CIE Information Center”、すなわち「インフォメーション・センター」とされていたが、市民や新聞など一般には「CIE図書館」と呼ばれた。長崎CIE図書館では、広報用のリーフレットで自館名を「長崎CIE圖書館」「SCAP CIE INFORMATION CENTER NAGASAKI」と表記している。戦後間もないこともあり、「インフォメーション」の訳語に諜報を連想させる「情報」という語を使うことを避けようとしたという逸話もある。別称として「CIEライブラリー」「SCAP（スキャップ）図書館」「米国図書館」など。
なお、連合国軍総司令部 (GHQ/SCAP) の「民間情報教育局」(CIE) のほかに、アメリカ太平洋陸軍総司令部 (GHQ/USAFPAC) が管轄する各地の地方軍政部にも「民間情報課」(CIE) があり、こちらも地方の公共図書館、公民館、学校などに「CIE読書室」(CIE Reading Room) を設置していたため、それらと混同している場合がある。ただし、そういった地方軍政部のCIE読書室の中には、後にSCAP CIEに移管され「CIE図書館」の分室となったものもある。それ以外は廃止されたか、公共図書館・公民館などに併合された。

## 歴史

### 設置の背景
1945年（昭和20年）8月に日本がポツダム宣言を受諾したことで第二次世界大戦（太平洋戦争）は終結し、日本は連合国軍の占領下に置かれ、1952年（昭和27年）4月に日本国との平和条約（サンフランシスコ講和条約）が発効し日本が主権を回復するまでの7年間、連合国軍最高司令官総司令部 (GHQ/SCAP) によって民主化やさまざまな改革が進められた。
このGHQ/SCAPの部局の一つに、民主主義の普及と国家主義の排除、そして教育改革などを担当する民間情報教育局 (CIE) があり、そこには「図書館政策」を担当する担当官も置かれていた。初代がフィリップ・O・キーニー、2代目がポール・J・バーネット、3代目がジェーン・フェアウェザーで、バーネットは東京（日比谷）CIE図書館の館長も務めた。CIEの図書館政策には、国立図書館・公共図書館・学校図書館・大学図書館といった各種図書館の改革のほか、職員養成や図書館協力や、そしてこのCIE図書館の設置・運営があった。
他国（特に占領下においた地域）に図書館を設置することは珍しいことではなく、日本も占領下の朝鮮や台湾では図書館を設置していた。米国も第二次世界大戦中には米国戦時情報局 (OWI) が各国に図書館を展開したほか、米国国務省がナチから解放された地域に対し小規模の図書館「インフォメーション・ライブラリー」を設置した。ただし、ドイツ・オーストリア・日本・朝鮮への図書館設置は国務省ではなく陸軍省の管轄であったため、「インフォメーション・センター」という名前であった。
1946年（昭和21年）にCIEがアメリカ教育使節団の手引書として刊行した『日本の教育』(Education in Japan) では、CIE図書館の目的について『日本の文筆家・学者・官僚・政治家・諸団体ならびに一般人を対象に、国際関係や第二次世界大戦についての参考資料や書物を提供し、米国の慣習・法律・社会・政治機構に根ざす活動や政策の実態を知らせようとするもの』と述べている。

### 創設と各地への拡大
最初のCIE図書館は、1945年（昭和20年）11月15日に、東京都麹町区（現千代田区）内幸町のNHK東京放送会館108号室を接収して設置された。この時点では主にCIE関係者の利用を対象としていたが、翌1946年（昭和21年）3月に日東紅茶の喫茶室へと移転し日本人にも開放された。
1947年（昭和22年）8月23日、CIEは京都と名古屋にCIE図書館を設置する指令 SCAPIN4401-A を発出し、その年の12月30日に発出された SCAPIN5083-A によりさらに14都市への設置が通達された。これにより、1948年（昭和23年）までに人口20万以上ある16の地方都市にもCIE図書館が設置され計17館となった。さらに1950年（昭和25年）から1951年（昭和26年）にかけて、新宿・長野・松山・岡山・秋田の各館が開館し、最後に小倉市の福岡CIE図書館北九州分館が市の要望で昇格して計23館となった。

### 閉鎖とその後
1952年（昭和27年）4月に日本国との平和条約（サンフランシスコ講和条約）の発効によって日本の占領が終結したことで、CIE図書館は閉鎖され、うち13の都市では米国国務省に移管のうえ5月1日からアメリカ文化センター (ACC) と改められた。基本的なサービス内容はそれまで通りであったが、米国政府の広報活動の最先端を担う施設となり、映画会、展覧会、英会話教室、講演会、人事交流事業に重点が置かれるようになった。翌1955年（昭和30年）には国務省から米国広報・文化交流庁に移管された。
1967年（昭和42年）以降、予算削減のため7つのセンターが閉鎖され、1972年（昭和47年）の時点で札幌、東京、名古屋、京都、大阪、福岡の6都市のみとなった。さらに1996年（平成8年）に京都、1997年（平成9年）に札幌のセンターも閉鎖されたが、USIAが国務省に統合された1999年（平成11年）には札幌のセンターが再開されることとなった。2006年（平成18年）には東京アメリカン・センターの資料室も閉鎖され、米国大使館へと移転した。

## 設備とサービス
各CIE図書館の開館時の蔵書数は約4,000冊、定期刊行物が約400種という規模で、最も大きな神戸CIE図書館が302坪であった。収容人員では、大阪と仙台が最大でともに246名、いっぽう最小は函館の72名である。冷暖房も備えられていた。熊本CIE図書館の館長を務めたグレース・イイジマによると、CIE図書館の科学・技術分野の蔵書は米国の一般的な公共図書館のそれよりも豊富であったという。
それぞれのCIE図書館にはアメリカ人のプロのライブラリアンが1人ずつ館長として置かれ、その業務を日本人職員が補佐する形を取った。館長として来日したライブラリアンのうち、判明している者は3分の2が女性であった。
CIE図書館では、戦前の日本の図書館ではなかった無料公開の開架方式を採用し、レファレンスサービス、図書館間相互貸借、児童サービスなどを実施、戦後日本における近代公共図書館のモデルとなった。そのほかにも、英会話教室、映画会、レコード・コンサート、講演会、読書会、討論会、スクウェアダンス、ペン・パルなど、CIE図書館で行われたサービスは多岐にわたる。
利用者は、米穀通帳や学生証を提示すれば貸出証を発行してもらえた。図書・雑誌のほかレコードや楽譜、パンフレット類も無料で貸出を行っていた。貸出期間は図書が2週間、雑誌が1週間（ただし最新号は1日）であった。
大阪CIE図書館の開設時にCIEが発表した談話では、従来の日本の公共図書館にはないCIE図書館の特徴として、入館手続き不要・入館料無料、本を自由に閲覧できる開架式、資料の検索や指導ができる職員が置かれていること、探しやすい充実したカード式図書目録、などが挙げられていた。
CIE図書館は22都市23館だけであったが、そのほかの地域にも分室を設置してサービスを展開し、公共図書館、大学図書館、学校、工場などへの団体貸出も行った。

## 利用状況
開館当時の東京CIE図書館の入館者数は1日あたり1,200人以上で、地方では400から500人程度となっていた。利用者は学生が大半であった。理工系雑誌の利用が最も多く、医学、土木、電気、自動車、無線、テレビ関係の雑誌は入るたびに先を争って読まれた。欧米の最新の科学技術を知ろうとしても、当時日本の大学図書館には戦前の文献しかなく、海外からの取り寄せも数か月かかる状況で、若い研究者たちはCIE図書館で学術雑誌を貪るように読んだという。利用者は学生や研究者に限らず、アメリカのファッション誌は主婦や女子高校生に非常に人気があった。CIE図書館の利用者であったという著名人に、小説家の大江健三郎（松山CIE図書館）、工業デザイナーの榮久庵憲司（広島CIE図書館）、精神科医の中井久夫（大阪CIE図書館）、英文学者の由良君美（東京CIE図書館）などがいる。
1947年（昭和22年）10月1日付の日本読書新聞が報じた東京CIE図書館の閲覧者統計によると、1日あたりの平均閲覧者数は600人。男女別では男性が85%、女性が15%。年齢別では10代以下が21%、20代が65%、30代以上が21%。職業別では学生が55%を占め、エンジニア14%、科学者・専門技術者4%、医者3%、作家・編集者・新聞記者2%、芸術家・デザイナー2%、官吏2%、無職4%であった。分野ごとの内訳は以下の通り。
|      | 哲学・ 心理・ 宗教 | 教育 | 社会 問題 | 政治・ 歴史 | 経済・ 商業・ 労働 | 工芸 | 美術・ 娯楽 | 文学 | その他 |
| ---- | ------------------ | ---- | --------- | ----------- | ------------------ | ---- | ----------- | ---- | ------ |
| 図書 | 2%                 | 4%   | 2%        | 18%         | 20%                | 20%  | 12%         | 16%  | 2%     |
| 雑誌 | 2%                 | 4%   | 10%       | 8%          | 4%                 | 48%  | 16%         | 0%   | 8%     |

## 各館
以下は23館設置されたCIE図書館の一覧である。番号は必ずしも記載の開設年月日の順とは一致しない。▲や▼を押すと昇順や降順でソートできる。図書館名の列は、北から南に並べられる所在地の市町村コード順。
| No. | 図書館名                | 開設年月日 | 開設年月日 | 統計（1949年12月末現在） | 統計（1949年12月末現在） | 統計（1949年12月末現在） | 統計（1949年12月末現在） | 資料の主な継承先                |
| No. | 図書館名                | 開設年月日 | 開設年月日 | 蔵書数                   | 雑誌種数                 | 閲覧席数                 | 職員数                   | 資料の主な継承先                |
| --- | ----------------------- | ---------- | ---------- | ------------------------ | ------------------------ | ------------------------ | ------------------------ | ------------------------------- |
| 1   | 東京（日比谷）CIE図書館 | 1946年     | 03月16日   | 13,092                   | 663                      | 189                      | 24                       | 東京アメリカンセンター          |
| 2   | 京都CIE図書館           | 1947年     | 10月01日   | 10,133                   | 586                      | 150                      | 12                       | 関西アメリカンセンター          |
| 3   | 名古屋CIE図書館         | 1947年     | 09月11日   | 6,854                    | 565                      | 120                      | 7                        | 名古屋アメリカンセンター        |
| 4   | 大阪CIE図書館           | 1948年     | 01月12日   | 6,329                    | 547                      | 216                      | 9                        | 関西アメリカンセンター          |
| 5   | 福岡CIE図書館           | 1948年     | 04月19日   | 6,806                    | 423                      | 100                      | 8                        | 福岡アメリカンセンター          |
| 6   | 新潟CIE図書館           | 1948年     | 05月08日   | 7,133                    | 391                      | 120                      | 8                        | 新潟大学附属図書館              |
| 7   | 札幌CIE図書館           | 1948年     | 05月26日   | 8,590                    | 383                      | 150                      | 7                        | 札幌アメリカンセンター          |
| 8   | 仙台CIE図書館           | 1948年     | 05月28日   | 6,793                    | 383                      | 132                      | 9                        | 東北大学附属図書館 宮城県図書館 |
| 9   | 金沢CIE図書館           | 1948年     | 06月04日   | 8,377                    | -                        | -                        | 6                        |                                 |
| 10  | 神戸CIE図書館           | 1948年     | 06月29日   | 5,897                    | 359                      | 112                      | 10                       | 神戸市立図書館                  |
| 11  | 長崎CIE図書館           | 1948年     | 07月27日   | 6,208                    | 356                      | 86                       | 10                       |                                 |
| 12  | 静岡CIE図書館           | 1948年     | 07月22日   | 6,727                    | 356                      | 112                      | 6                        | 静岡市立図書館                  |
| 13  | 高松CIE図書館           | 1948年     | 08月13日   | 6,853                    | 356                      | 142                      | 8                        |                                 |
| 14  | 横浜CIE図書館           | 1948年     | 08月31日   | 7,086                    | 356                      | 78                       | 8                        | 神奈川県立図書館                |
| 15  | 函館CIE図書館           | 1948年     | 09月04日   | 6,484                    | 356                      | 82                       | 7                        | 函館市中央図書館                |
| 16  | 熊本CIE図書館           | 1948年     | 10月12日   | 6,366                    | -                        | -                        | -                        | 熊本市立図書館                  |
| 17  | 広島CIE図書館           | 1948年     | 10月30日   | 6,808                    | -                        | -                        | 8                        | 広島日米協会                    |
| 18  | 新宿CIE図書館           | 1950年     | 08月01日   | -                        | -                        | -                        | -                        |                                 |
| 19  | 長野CIE図書館           | 1950年     | 10月03日   | -                        | -                        | -                        | -                        |                                 |
| 20  | 松山CIE図書館           | 1950年     | 10月11日   | -                        | -                        | -                        | -                        | 松山市立図書館                  |
| 21  | 岡山CIE図書館           | 1950年     | 12月08日   | -                        | -                        | -                        | -                        | 岡山県立図書館                  |
| 22  | 秋田CIE図書館           | 1951年     | 05月17日   | -                        | -                        | -                        | -                        |                                 |
| 23  | 北九州CIE図書館         | 1951年     | 06月14日   | -                        | -                        | -                        | -                        |                                 |

### 札幌CIE図書館
1948年（昭和23年）5月26日、北海道札幌市北1条西4丁目東邦生命ビルに設置された。所在地は後に北1条西5丁目の徴兵ビルへ移転している。開館時間は8時から17時。1948年（昭和23年）9月には市立小樽図書館に分室が開設された。1952年（昭和27年）、札幌CIE図書館および小樽分室がそれぞれアメリカ文化センターとその分室に改称。歴代の図書館長は E.M.キナー、B.メント、D.B.マンロー、L.M.クレヴェン、L.G.グローヴ、K.G.Mushake、J.A.エリオット。

### 函館CIE図書館
1948年（昭和23年）9月4日、北海道函館市新川町14の函館共愛会館に設置された。1950年（昭和25年）11月1日、より広い部屋を確保するため真砂町7の専売公社ビルへ移転した。占領終結後は函館アメリカ文化センター（函館ACC）となったが、半年後に閉鎖通告があり、函館市と市民からの反対により札幌ACC函館分館として存続することとなった。
図書館長は当初 B.メントが任命されていたものの女性職員が滞在できる施設がなかったためエメット・K・キナーが着任した。その後、G.M.コーブ、次にW.K.リーパーが館長代行を務め、フレッド・J・ハーサギーJr.が館長となった。

### 仙台CIE図書館
1948年（昭和23年）5月28日、宮城県仙台市大聖寺裏門通3の斎藤報恩会館に設置された。1952年（昭和27年）2月には山形に分館が設置された。歴代の図書館長は M.A.ローデル、E.K.キナー。

### 秋田CIE図書館
1951年（昭和26年）5月17日、秋田県秋田市の歩兵第17連隊跡に設置された。
1950年（昭和25年）6月に地元から仙台CIE図書館のキナー館長に設置申請があり、交渉のすえ翌年3月になってようやく着工に漕ぎ着けた。建物は1050万円をかけて新築された冷暖房付きもので、87坪の閲覧室をはじめ20坪の児童室、60坪のステージ付き講堂、13坪の会議室、6坪の館長室などがあり、それぞれ天井や壁がアメリカ式の色や模様が（たとえば閲覧室は天井が茶色で壁が緑色に）施されていた。
図書館長はヘレン・ホルト。占領終結にともないアメリカ文化センターと呼ばれるようになり、のち秋田県日米文化会館と改称。1961年（昭和36年）秋田市下中城町（現秋田市千秋明徳町）に秋田県立秋田図書館が建設された際に同図書館に移管され、1971年（昭和46年）に廃止された。

### 東京（日比谷）CIE図書館
1945年（昭和20年）11月15日に東京都麹町区（現千代田区）内幸町のNHK東京放送会館108号室に設置された、最初のCIE図書館である。当初は主にCIE関係者に利用されていたが、翌1946年（昭和21年）3月16日に有楽町一丁目12日東紅茶の喫茶室へと移転し日本人にも開放された。1949年（昭和24年）2月からは小説・旅行記・歴史・伝記・児童図書に限り館外貸出しを開始した。後にアメリカ文化センターに改称。関東民事部のCIEが7か所にCIE読書室を設置していたが、そのうち杉並、深川、立川、前橋の4か所にCIE図書館から2か月ごとの巡回文庫サービスを提供していた。また、高崎分室（高崎市立図書館内の元CIE読書室）、巣鴨刑務所分室、桐生分室があった。
歴代の図書館長は ポール・J・バーネット、ローランド・A・マルハウザー、マイケル・C・フィンキン、ヘレン・M・ウッド。初代館長に任命されたバーネットは、一時帰国したのち再び来日し、第3代CIE図書館担当官となっている。

### 新宿CIE図書館
1950年（昭和25年）8月1日、東京都新宿区内藤町87の文化会館に設置された。歴代の図書館長は H.ヘンケ、N.A.ファイル。

### 横浜CIE図書館
1948年（昭和23年）8月31日、神奈川県横浜市中区北中通6-66の日本海運財団内に設置された。歴代の図書館長は H.M.ウッド、D.B.マンロー。

### 新潟CIE図書館
1948年（昭和23年）5月8日、新潟県新潟市医学町通2番町の財務局跡に設置された。1953年（昭和28年）新潟アメリカ文化センターと改称された後、1955年（昭和30年）10月1日の新潟大火で類焼したため新潟県立図書館の1階に移転して仮開館。その後1959年（昭和34年）6月に古町中央会館の3階、さらに1963年（昭和38年）11月に新潟商工福祉会館6階と移転し、1971年（昭和46年）5月に閉鎖された。分館・読書室が、新潟県立新潟図書館および、長岡市、高田市、三条市、柏崎市、新発田市、加茂町、金沢村の図書館、村上町の公民館、津川町の農林学校、糸魚川町の役場内の計11か所に置かれた。
歴代の図書館長は H.ウッド、ロゼッタ・サーストン・カードウェル、B.メント。

### 金沢CIE図書館
1948年（昭和23年）6月4日、石川県金沢市西町三番丁の一村産業ビルに設置された。後に下本田3番町5へ移転。図書館長は M.O.クレー。講和条約発効後はアメリカ文化センターに改称された。1951年（昭和26年）には第1回金沢県図書館大会の会場にもなっている。

### 長野CIE図書館
CIE図書館より先に、1947年（昭和22年）3月に長野県立図書館内にCIE読書室が開設され、続いて松本市、諏訪市、上田市、飯田市、岡谷市にもCIE読書室が置かれた。
1950年（昭和25年）10月3日（6月とする資料もある）、CIE図書館が長野県長野市城山公園内のアメリカ文化館に設置された。図書館長は V.H.イェイツ。1952年（昭和27年）、長野アメリカ文化センターに改称。

### 静岡CIE図書館
1946年（昭和21年）12月9日
（10月とも）、静岡軍政部から洋書341冊と雑誌737冊が提供され静岡県立葵文庫内にCIE読書室が設置された。翌年拡張され、再度軍政部から図書が寄贈される。
1948年（昭和23年）7月22日、静岡県静岡市追手町244の公会堂4階にCIE図書館が開館。この年には蔵書を浜松、富士文庫、報徳、清水、三島、焼津、富士宮、伊東、熱海といった県内各地の公共図書館に分配している。
1951年、静岡県静岡市の駿府城武徳殿跡に移転して独立館となった。歴代の図書館長は G.K.イイジマ、R.A.ローデル、N.A.ファイク、K.G.Mushake、ジュヌヴィエーブ・L・フライデイ、G.G.ヤング。
1952年5月、アメリカ文化センターに改称、1953年（昭和28年）1月には日米文化センター（葵文庫分館）となり、その後葵文庫（現・静岡県立中央図書館）に吸収された。

### 名古屋CIE図書館
1947年（昭和22年）9月11日、愛知県名古屋市中区中市場町一丁目21の福田子好ビルに設置された。図書館長は G.M.Korb。
講和条約発効後は、名古屋アメリカ文化センターと改称。

### 京都CIE図書館
1947年（昭和22年）10月1日、京都府京都市中京区四条東洞院東入（日本生命京都支社ビル）に設置された。京都では、同じビルの2階に軍政部CIE読書室とウォルター・クルーガー大将（アメリカ第6軍司令官）の寄贈書を併せた「CIE・クルーガー図書館」が1946年（昭和21年）10月1日に開館していたが、そのちょうど一年後、1階に京都CIE図書館が開館した。歴代の図書館長は S.モリス、マージョリー・A・ベイカー。

### 大阪CIE図書館
CIE図書館設置の前年、1947年（昭和22年）1月に大阪府立図書館2階特別室にCIE読書室が開設された。1948年（昭和23年）1月12日、大阪府大阪市東区高麗橋三丁目の東洋綿花ビルに大阪CIE図書館が開設された。開館翌日の1月13日に開館式が行われ一般公開となり、初日は500人の利用者が訪れた。開設当初の開館時間は9時から17時までで、日・月曜日が休館であった。
読書室は河内長野、西能勢、豊中、香里園、岸和田の5か所にも置かれた（豊中市立、岸和田市立図書館の読書室は1948年（昭和23年）4月開設）。
サンフランシスコ講和条約の締結を記念してジェームズ・ミッチェナーの講演会が開催された。歴代の図書館長は アーライン・エリザベス・ボーラー、M.J.ホーファー、ジュヌヴィエーブ・L・フライデイ。
1952年4月の講和条約発効により、大阪アメリカ文化センターと改称。豊中には大阪アメリカ文化センター豊中分館が置かれた。

### 神戸CIE図書館
1947年（昭和22年）から3月に西宮、7月に姫路など兵庫県内各地の図書館等にCIE読書室が置かれるようになり、1948年（昭和23年）6月29日には神戸CIE図書館が兵庫県神戸市生田区三の宮一丁目43の三宮ビルに設置された。図書館長は E.K.スキナー。
1952年に神戸アメリカ文化センターと改称され、1967年（昭和42年）に廃止。

### 岡山CIE図書館
1948年（昭和23年）3月、岡山県労働学校内にCIE読書室が開設され、1950年（昭和25年）12月8日には岡山県岡山市天神山の岡山県立図書館内に岡山CIE図書館が設置された。後に石関町76に移転。図書館長は J.B.マクラーキン。1952年（昭和27年）、岡山アメリカ文化センターに改称。
岡山県内だけでなく、1952年（昭和27年）2月には鳥取県立図書館内に岡山CIE図書館鳥取分館を開設している。

### 広島CIE図書館
1948年（昭和23年）10月30日、広島県広島市下中町1-1の旧県立第一高等女学校に設置された。閲覧室54坪、書庫31坪に、音楽室、タイプライター室などを備えた建坪140坪のバンガロー風平屋建てで、総額350万円をかけて建設された。開館時間は9時から17時。歴代の図書館長は H.ヘンケ、ロゼッタ・サーストン・カードウェル。

### 高松CIE図書館
1948年（昭和23年）8月13日、香川県高松市南新町47の旧池田屋ビルに設置された。1階が新聞・雑誌閲覧室で、2階に図書閲覧室と児童室、事務室が設けられていた。開館時間は火・木曜日が13時から21時、水・金・土曜日が9時から17時で、日・月曜日は休館であった。1951年（昭和26年）2月から正式に登録制による館外貸出が開始された。歴代の図書館長は エレン・ボイラン、M.ローソン。
1952年5月、高松アメリカ文化センターに改称されたが、予算削減のため1953年（昭和28年）10月に閉鎖となった。その後、香川県教育委員会社会教育課に移管され、1953年（昭和28年）10月14日に香川県日米文化会館（香川県立図書館の分館）として再開した。
香川県だけでなく徳島県にも分館があり、1950年（昭和25年）12月に徳島市立内町小学校（現そごう徳島店所在地）に高松CIE図書館徳島分館が開設された。蔵書数は2000冊で、そのほか雑誌、パンフレット、レコード、電蓄などを所蔵していた。1952年（昭和27年）4月にアメリカ文化センター徳島分館となり、同年6月からは徳島公園内の元駐留米軍宿舎「スキャップホテル」を使用していたが、7月に徳島市立図書館となった。

### 松山CIE図書館
1947年10月、愛媛CIE読書室が開設され、1950年（昭和25年）10月11日に松山CIE図書館が愛媛県松山市堀ノ内町に設置された。図書館長は D.Evereth（ドロレス・エベレス）。
1952年（昭和27年）頃、松山アメリカ文化センターとなり、1960年（昭和35年）に松山市日米文化センターと改称。1963年（昭和38年）頃、松山市民会館建設のため取り壊しとなり、以降は松山市中央公民館、松山市立番町小学校、松山市営球場、松山市青少年センター、松山こどもの家へ移転。1987年（昭和62年）に松山市立中央図書館に移管・吸収された。英語講座・海外交流事業などは、まつやま国際交流センターに引き継がれた。

### 北九州CIE図書館
1951年（昭和26年）6月14日、福岡県小倉市（現北九州市）室町の旧小倉市水道土木建築課ビルに設置された、最後のCIE図書館である。図書館長は E.V.ローレント。1952年（昭和27年）の講和条約発効後はアメリカ文化センターと改称、1953年（昭和28年）10月2日にアメリカが資料を、北九州5市が経費を負担することとなり北九州日米文化センターと改称、小倉市が運営経費を全額負担することになり1957年（昭和32年）12月12日に小倉日米文化センターと改称、1961年（昭和36年）5月に元陸軍造兵廠別館跡へ移転、同年6月1日に小倉市教育委員会に編入されて小倉市立図書館文化センター係による運営となった後、北九州市発足後の1966年（昭和41年）6月1日に北九州国際文化センターと改称してアメリカ以外の資料も収集することとなり、1970年（昭和45年）1月に別館から小倉図書館内に移転し、1972年（昭和47年）5月1日の北九州市教育委員会機構改革により小倉図書館文化センター係が小倉図書館の資料係と奉仕係に分散吸収されて文化センターの名前が消えた。

### 福岡CIE図書館
1948年（昭和23年）4月19日、福岡県福岡市東公園内の旧武徳殿（貿易会館地階）に設置された（翌日20日から一般公開）。開館時間は9時から17時までで、日・月曜日が休館。歴代の図書館長は D.B.マンロー、W.K.リーパー、H.ホルト。1952年（昭和27年）の講和条約発効後はアメリカ文化センターと改称、現在地の天神に移転し、現在もアメリカンセンターとして存続している。

### 長崎CIE図書館
1948年（昭和23年）7月27日、長崎県長崎市出島羽衣町1の税関ビルに設置された。当時のリーフレットには「毎日10時まで開館」「無料公開」などと書かれているほか、映画会、童話会、レコードコンサート、英会話教室、講演会といった催し物も記載されている。広く市民から利用されいつも満員だったといい、特に長崎医科大学と長崎高等商業学校（現在の長崎大学医学部および経済学部）、三菱系企業の社員が海外の文献を求めて訪れたという。歴代の図書館長は M.W.ラザフォード、E.K.キナー。

### 熊本CIE図書館
熊本CIE図書館の設置より1年早く、1947年（昭和22年）8月に八代市立図書館が熊本軍政府からのCIE読書室設置勧告により英語部を設置。翌1948年（昭和23年）の10月12日、熊本県熊本市手取本町建極会館に熊本CIE図書館が設置された。1949年（昭和24年）6月には水俣市の淇水文庫にも分室が設置されている。歴代の図書館長は R.マックカメロン、G.K.イイジマ、G.G.ヤング。
1952年にアメリカ文化センターとなったが、翌1953年（昭和28年）に閉鎖され熊本市に移管。1953年（昭和28年）10月に中央公民館図書部と合併して、熊本市立図書館として市公会堂に開館した（九州の県庁所在地では戦後初めて開館した市立図書館であった）。

## 関連作品
- 『格子なき図書館』1950年 - CIEによるプロパガンダ映画（ナトコ映画）[85][86]